# Razbore (gmina Trebnje)
Razbore – wieś w Słowenii, w gminie Trebnje. W 2018 roku liczyła 59 mieszkańców.